# Compsodrillia jaculum
Compsodrillia jaculum é uma espécie de gastrópode do gênero Compsodrillia, pertencente à família Pseudomelatomidae.